# 한자플라츠역
한자플라츠역(U-Bahnhof Hansaplatz)은 베를린 미테구 한자피어텔에 있는 U9의 역이다. 1961년 8월 28일에 개통했다.

## 역사

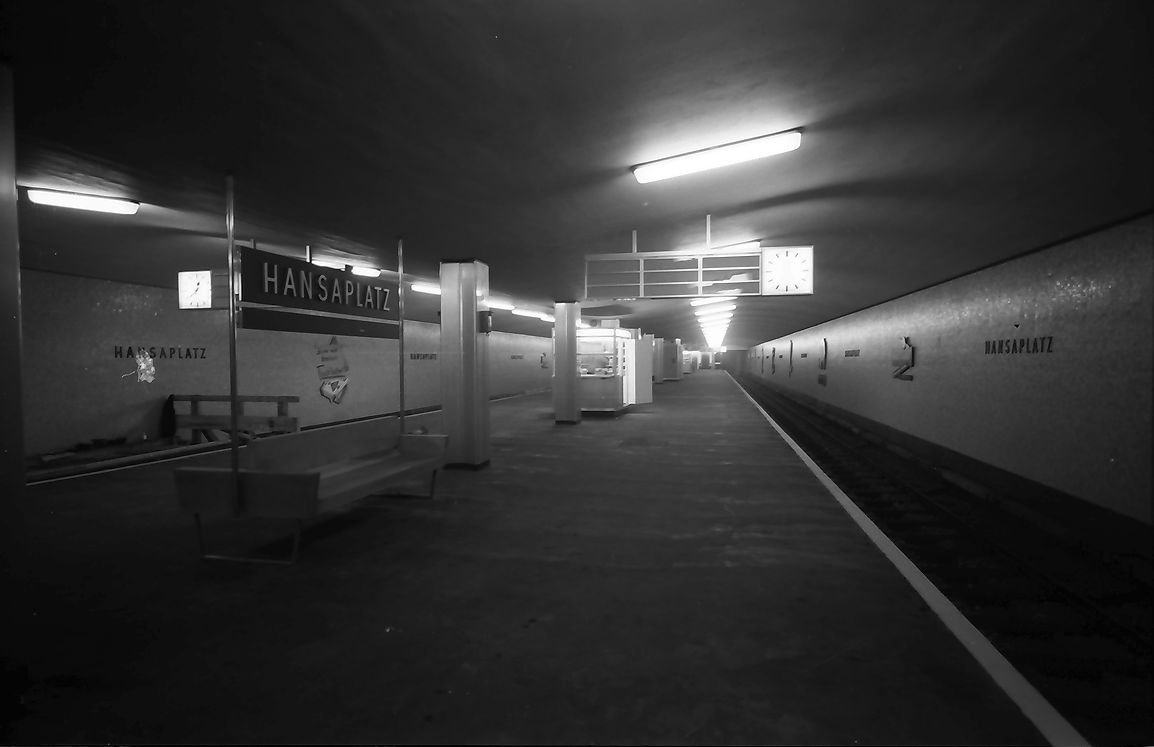
1957년 완공 당시 한자플라츠역

한자플라츠역은 1955년에 착공하여 1957년에 완공되었고, 제2차 세계 대전으로 파괴된 한자피어텔을 현대 건축 양식으로 재건하는 인터바우(Interbau) 건축 전시회의 일환으로 관람할 수 있었다. 전시회 기간 동안에는 폭스바겐 비틀에 트레일러를 부착한 지하 셔틀 차량이 동물원역과 한자플라츠역 사이를 운행했다. 역사는 베르너 클렌케(Werner Klenke)와 브루노 그리메크(Bruno Grimmek)가 설계했다. 북부 출입구는 에른스트 친서(Ernst Zinsser)와 한스루돌프 플라레(Hansrudolf Plarre)가 설계했고, 남부 출입구는 베르너 뒤트만(Werner Düttmann)과 지크프리트 뵈머(Siegfried Böhmer)가 설계했다.
1995년에 역 지하부와 지상부를 포함하는 전체가 인터바우 57(Interbau 57) 건축물의 일부로 건축 유산으로 지정되었다.
2014년 초에 역 남부 출입구에 유대인 강제수송 기념패가 설치되었다. 나치 독일 시기 한자피어텔에서 추방된 1030명의 유대인 거주자의 이름이 새겨져 있다.

## 시설
이 역과 동물원역 사이의 거리는 1442 m로 베를린 지하철 전 노선에서 가장 길다. 이 구간에서 베를린 동물원의 일부, 그로서 티어가르텐(Großer Tiergarten), 란트베어 운하, 6월 17일 거리를 통과한다.
승강장 너비는 9.1 m이며 중간층 없이 바로 지상과 출입구가 연결된다. 역사 중앙 기둥은 알루미늄으로 마감되었으며, 외벽은 은회색 모자이크 타일로 마감되어 있다. 원래는 지상과 승강장 사이에 엘리베이터와 계단이 설치되어 있었다. 2017년 1월 31일 그리프스 극장(Grips-Theater) 방면으로 엘리베이터가 설치되었다. 이 과정에서 에스컬레이터 1기가 철거되었고 2기는 유지되어 있다. 건축유산 상태를 유지하기 위해서 에스컬레이터가 철거된 자리를 모자이크 타일과 스테인리스 스틸로 마감했고, 점자 블록을 같이 설치했다. 공사에 들어간 총 비용은 65만 유로이다.

## 인접 철도역
베를린 버스 106번과 환승 가능하다.
| 베를린 지하철 9호선               | 베를린 지하철 9호선 | 베를린 지하철 9호선                 |
| --------------------------------- | ------------------- | ----------------------------------- |
| 동물원 라트하우스 슈테글리츠 방면 | U9                  | 투름슈트라세 오슬로어 슈트라세 방면 |